# 斯塔拉霍維采
斯塔拉霍維采（Starachowice，[staraxɔˈvʲit͡sɛ]  试听）是波蘭的城鎮，位於該國東南部，由聖十字省負責管轄，始建於十五世紀，面積31.85平方公里，是重要的工業中心，2008年人口55,126。

## 国际关系

### 友好城镇 — 姐妹城市
Starachowice 与以下城市结为友好城市：
| - 德国 奥里希 - 英國 罗奇代尔 - 德国 施韦因富特 - 瑞典 舍夫德 - 德国 费希塔 | - 波蘭 吉日茨科 - 義大利 坎德洛 - 西班牙 阿尔莫纳西德拉库瓦 - 法國 福龙河畔拉罗什 |